# Pidgeon Island
Pidgeon Island ist eine 2,1 km lange, 1,4 km breite und felsige Insel vor der Budd-Küste des ostantarktischen Wilkeslands. Im Archipel der Windmill-Inseln liegt sie 4,5 km Luftlinie südwestlich der Casey-Station zwischen Midgley Island und der Mitchell-Halbinsel. Vom Festland trennt sie der minimal 300 m breite Robertson-Kanal. Nächstgelegene Insel ist Warrington Island im Süden, getrennt durch eine nur 85 m breite Wasserstraße. Auf der Nordseite der Insel befindet sich die Lynsky Cove
Sie wurde bei Überflügen des Gebiets während der Operation Highjump und der Operation Windmill zwischen 1947 und 1948 erstmals kartografisch erfasst. Das Advisory Committee on Antarctic Names benannte die Insel nach Namensgeber ist Earl Chester Pidgeon (1926–1985), der an der Erstellung und Auswertung der Luftaufnahmen beteiligt war.